# Dudovke
Dudovke (lat. Moraceae) je biljna porodica dvosupnica u redu ružolike (Rosales) koja je dobila ime po rodu dudova (Morus). Porodici pripada 47 rodova s 1.268 priznatih vrsta listopadnog ili zimzelenog drveća i grmova koji rastu po svim naseljenim kontinentima, poglavito u tropskim i suptropskim područjima. Biljke ove porodice sadrže mliječni lateks i imaju naizmjenične ili suprotne listove i male muške ili ženske cvjetove bez latica.
U Europi je raširena u Mediteranskom području, a u Hrvatskoj je predstavlja smokva, dud (murva), dudovac koji pripada rodu Broussonetia a porijeklom je iz Japana i Kine i maklura.
Dudovke su listopadno drveće s malim neuglednim jednospolnim cvjetovima. Drvo je često puta tvrdo i žilavo, kao što su dud koji služi za izradu zaprežnih kola i bačava i maklura od koje su sjevernoamerički Indijanci proizvodili svoje lukove.
Neki rodovi daju jestivo voće, kao što su dud (Morus), smokva (Ficus carica), kruhovac (Artocarpus), te affon ili afrički kruh (Treculia). Drugi, kao što su Antiaris, Ficus i Castilla, važni su zbog svog drveta i lateksa. Lateks stabla upas (Antiaris toxicaria) s Jave koristi se kao otrov za strijelu; lateks kravljeg drveta (Brosimum utile) iz tropske Amerike je sladak i hranjiv. 
Ficus je najveći rod u porodici dudova. Kora papirnatog duda (Broussonetia) koristila se za proizvodnju tkanina i proizvoda od papira. Među ukrasnim biljkama ove porodice su papirnati dud i Osage naranča. 

## Tribusi i rodovi
Familia Moraceae Gaudin (1268 spp.)
1. Tribus Moreae Dumort.
  1. Taxotrophis Blume (6 spp.)
  2. Maillardia Frapp. ex Duch. (2 spp.)
  3. Milicia Sim (2 spp.)
  4. Afromorus (A. Chev. ex J.-F. Leroy) E. M. Gardner (1 sp.)
  5. Paratrophis Blume (12 spp.)
  6. Ampalis Bojer (2 spp.)
  7. Sorocea A. St.-Hil. (20 spp.)
  8. Bagassa Aubl. (1 sp.)
  9. Trophis R. Br. (6 spp.)
  10. Morus L. (17 spp.)
2. Tribus Artocarpeae Lam. & DC.
  1. Artocarpus J. R. Forst. & G. Forst. (55 spp.)
  2. Prainea King ex Hook.f. (2 spp.)
  3. Clarisia Ruiz & Pav. (3 spp.)
  4. Batocarpus H. Karst. (3 spp.)
3. Tribus Maclureae W. L. Clement & Weiblen
  1. Maclura Nutt. (12 spp.)
4. Tribus Parartocarpeae N. J. C. Zerega & E. M. Gardner
  1. Pseudostreblus Bureau (1 sp.)
  2. Hullettia King (2 spp.)
  3. Parartocarpus Baill. (2 spp.)
5. Tribus Dorstenieae Dumort.
  1. Fatoua Gaudich. (2 spp.)
  2. Allaeanthus Thwaites (4 spp.)
  3. Broussonetia Vent. (4 spp.)
  4. Malaisia Blanco (1 sp.)
  5. Bleekrodea Blume (3 spp.)
  6. Sloetia Teijsm. & Binn. (1 sp.)
  7. Sloetiopsis Engl. (1 sp.)
  8. Treculia Decne. (8 spp.)
  9. Brosimum Sw. (19 spp.)
  10. Trilepisium Thouars (1 sp.)
  11. Bosqueiopsis De Wild. & T. Durand (1 sp.)
  12. Scyphosyce Baill. (3 spp.)
  13. Utsetela Pellegr. (2 spp.)
  14. Dorstenia L. (119 spp.)
  15. Hijmania M. D. M. Vianna (4 spp.)
6. Tribus Antiarideae Dumort.
  1. Streblus Lour. (5 spp.)
  2. Sparattosyce Bureau (2 spp.)
  3. Antiaropsis K. Schum. (2 spp.)
  4. Mesogyne Engl. (1 sp.)
  5. Antiaris Lesch. (3 spp.)
  6. Poulsenia Eggers (1 sp.)
  7. Olmedia Ruiz & Pav. (1 sp.)
  8. Naucleopsis Miq. (23 spp.)
  9. Castilla Cerv. (3 spp.)
  10. Maquira Aubl. (4 spp.)
  11. Helicostylis Trécul (8 spp.)
  12. Perebea Aubl. (9 spp.)
  13. Pseudolmedia Trécul (10 spp.)
7. Tribus Ficeae Dumort.
  1. Ficus L. (874 spp.)